# حي ظهر حمير (صنعاء)

تعديل مصدري - تعديل

حي ظهر حمير أحد أحياء مديرية أزال في محافظة أمانة العاصمةاليمنية. بلغ عدد سكانه 15331 نسمة حسب التعداد السكاني في اليمن لعام 2004.

## الحارات
| الحارة           | عدد المساكن | عدد الأسر | الذكور | الأناث | الإجمالي |
| ---------------- | ----------- | --------- | ------ | ------ | -------- |
| حارة غول المراني | 1011        | 972       | 3805   | 3374   | 7179     |
| حارة غول زلعاط   | 433         | 428       | 1589   | 1405   | 2994     |
| حارة مسيك        | 241         | 234       | 860    | 775    | 1635     |
| حارة ماجل الأمير | 554         | 510       | 1852   | 1671   | 3523     |
| الإجمالي         | 2239        | 2144      | 8106   | 7225   | 15331    |